# Mes de la historia LGBT
El «mes de historia LGBT», en inglés, LGBT History Month, es una celebración de un mes de duración de la historia de gays, lesbianas, bisexuales y transgénero, y la historia de los derechos LGBT y los movimientos de derechos civiles relacionados. En Estados Unidos se celebra durante el mes de octubre, de forma que incluya el Coming Out Day el 11 de octubre. En el Reino Unido, se celebra en febrero, para coincidir con la abolición en 2005 del artículo 28, que prohibía a las escuelas tratar temas LGBT o incluso aconsejar a los niños y jóvenes LGBT o en dudas sobre su sexualidad.

## En los Estados Unidos
El mes de la historia LGBT se originó en Estados Unidos y fue celebrado por primera vez en 1994. Fue ideado por el profesor de historia de una escuela secundaria en Misuri, Rodney Wilson. Entre los primeros apoyos y miembros del primer comité coordinador estaban Kevin Jennings de la «Gay, Lesbian and Straight Education Network» (GLSEN); Kevin Boyer de «Gerber/Hart Gay and Lesbian Library and Archives» en Chicago; Paul Varnell, redactor para el Windy City Times; Torey Wilson, profesor del área de Chicago; Johnda Boyce, estudiante de en la Columbus State University y Jessea Greenman de la Universidad de California en Berkeley. Muchas organizaciones LGBT apoyaron el concepto desde muy pronto. En 1995, el National Education Association indicaron su apoyo al mes de historia LGBT, así como a otros «meses de historia» en una resolución de su asamblea general.
Wilson eligió junio como el mes en que se debía celebrar, porque el National Coming Out Day («Día nacional para salir del armario») ya estaba establecido como una fiesta ampliamente reconocida el 11 de octubre, conmemorando la primera marcha en Washington de personas LGBT en 1979. El mes de la historia LGBT está planteado para fomentar la honestidad y la sinceridad sobre ser lesbiana, gay, bisexual o transgénero. Aunque en un principio se llamó «mes de la historia lésbica y gay» (Lesbian and Gay History Month), el comité coordinador pronto añadió «bisexual» en el título. Posteriormente pasó a conocerse como «mes de historia LGBT».
El evento ha recibido críticas de, por ejemplo, Concerned Women for America y otros, que creen que es una forma de adoctrinamiento.
El 2 de junio de 2000, el presidente Bill Clinton declaró junio de 2000 como «mes del orgullo gay y lésbico» (Gay & Lesbian Pride Month). El presidente Barack Obama declaró junio de 2009 como «mes del orgullo lésbico, gay, bisexual y transgénero de 2009» (Lesbian, Gay, Bisexual and Transgendered Pride Month 2009) el 1 de junio de 2009.

## En el Reino Unido
El mes de la historia LGBT fue introducido en el Reino Unido por Sue Sanders y Schools Out, celebrándose por primera vez en febrero de 2005. El evento se introdujo como consecuencia de la abolición del artículo 28 y se pretende que incremente la conciencia sobre y la lucha contra la discriminación de una minoría que habitualmente resulta invisible.
Durante la primera celebración del mes en 2005 se realizaron más de 150 eventos en el Reino Unido. La página de la organización recibió unas 50.000 visitas en febrero de 2005. En 2006, la organización cambió el logotipo por uno nuevo diseñado por el tipógrafo Tony Malone, que también modificó el logotipo para 2007. En 2007, el primer concepto de Tony Malone se convirtió en el logotipo corporativo para el comité nacional y cada año comenzó a recibir su propia marca.

### En Inglaterra
La iniciativa consiguió apoyo del gobierno del Departamento de Educación y del ministro de igualdad Jacqui Smith, aunque algunas voces en la prensa dudaban de su corrección política y señalaban que la sexualidad de algunas figuras históricas es más cuestión de especulación que de hechos. Los sectores favorables al evento replicaron que es importante desafiar actitudes heterosexistas en la sociedad. El mes de la historia LGBT pretende convertirse en un acontecimiento anual, que se realizará el mes de febrero, coincidiendo con un mes tranquilo en el calendario escolar. 
El Departamento de Educación prometió financiar el mes de la historia LGBT durante los dos primeros años, para ayudar a levantar la celebración. Actualmente (2009) el evento está bien establecido y ha conseguido apoyo de otras fuentes. Patrocinadores importantes incluyen el servicio de policía metropolitana de Londres (Metropolitan Police Service), la dirección de la policía metropolitana de Londres (Metropolitan Police Authority), Amnistía Internacional y la fiscalía (Crown Prosecution Service). 
La primera junta de dirección estaba formada por Cyril Nri, Sarah Weir e Ian McKellen; fue reemplazada en 2009 por Cyril Nri, Angela Eagle, Labi Siffre e Ian McKellen.
En 2004, se realizó el primer evento anterior al comienzo del mes bajo el patrocinio del barrio de Southwark, de Londres, y se realizó en el museo Tate Modern. El año siguiente el evento se realizó en el Empress State Building de la policía metropolitana de Londres. En 2006, la federación de sindicatos Trades Union Congress ofreció el Congress House y en 2007 el evento se realizó en el hall de los Reales Tribunales de Justicia en Strand. A través de los años, muchas personas han hablado en los eventos organizados. Estos incluyen Ian McKellen, Stella Duffy, Alan Horsfall, Linda Bellos, Patricia Scotland y Barbara Follett.
El 5 de marzo de 2009, el primer ministro Gordon Brown realizó una recepción en Downing Street para celebrar el mes.

### En Escocia
En 2005 y 2006, el mes de la historia LGBT fue celebrado en Escocia como una actividad de la comunidad LGBT, recibiendo apoyo de los proyectos relacionados con la historia LGBT de la comunidad, como Our Story Scotland y Remember When.
En 2007 y 2008, el Ejecutivo escocés dio presupuesto a una sección del LGBT Youth Scotland para abrir el mes de historia LGBT a una mayor comunidad, incluyendo escuelas y grupos de jóvenes.